# دالاسور

دورة سباحة الدالاسور.

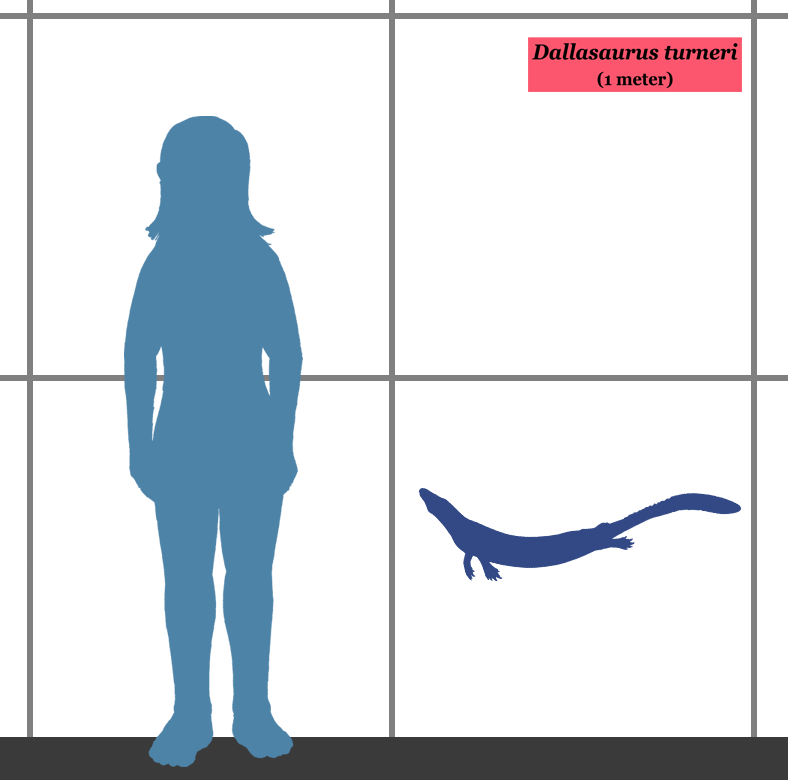
الحجم المقدر مقارنة بالإنسان.

دالاسور («سحلية دالاس»)، وهي موزاصوريات قاعدية من العصر الطباشيري العلوي. بأمريكا الشمالية. إلى جانب راسلوسورس، يعد دالاسور أحد أقدم أصناف موساسورويد المعروفة حاليًا في أمريكا الشمالية.يبلغ طول هذه السحلية الصغيرة شبه المائية أقل من متر، مقارنةً بالموساسور العملاقة المشتقة مثل تايلاسور وموزاصور كل منها يتجاوز 14 مترًا.

## العينات
يعتمد الجنس على هيكلين عظميين جزئيين تم استعادتهما من صخرة أركاديا بارك شيل (التوروني الأوسط السفلي)، على ارتفاع 15 مترًا تقريبًا فوق ملامسته للحجر الجيري كامب رانش الأقدم في دالاس مقاطعة في شمال وسط تكساس. يتكون النموذج الشامل (نموذج نوعي) (TMM 43209-1، متحف تكساس التذكاري، جامعة تكساس في أوستن) من جمجمة غير مكتملة ومفككة، إلى جانب أجزاء كبيرة من الهيكل العظمي بعد الجمجمة وحوالي 80٪ من الحيوان.
العينة الثانية المشار إليها (DMNH 8121-8125,8143-8149، و8161-8180، متحف دالاس للتاريخ الطبيعي) تفتقر إلى أي مادة جمجمة وتتكون بالكامل من بقايا مفككة بعد الجمجمة. تم الكشف مؤقتًا عن طبقات أرضية تحتوي على هذه الحفريات أثناء عمليات التنقيب لتطوير المساكن، وقد تم الآن إعادة دفن كلا الموقعين عن طريق البناء. تم اكتشاف العيّنتين على بعد حوالي 100 متر من بعضهما البعض.
تم العثور على الأول من قبل جامع هواة «فان تورنر»، الذي تم تسمية النوع (دالاسور ترنر) بإسمه. تم تسمية الجنس باسم مقاطعة دالاس، حيث تم العثور على كلتا العينتين.

## التشريح
قام «بولسين وبيل» بتشخيص الدالاسوروس على النحو التالي: "موساورويد صغير الحجم يمتلك الأشكال الذاتية التالية: أسنان الفك العلوي الخلفي تنحني بقوة للخلف، منتفخة قليلاً في التاج وتحمل فقط اللثة الخلفية التي تم إزاحتها جانبياً قليلاً، القوس العصبي الأطلس من الجانب مضغوطة ولكن غير مسطحة عند قاعدتها، أسطح اللقمة بشكل غير منتظم على شكل ثمانية، فقرة عنق الرحم تبرز تحت مستوى البطني، حافة المركز قصيرة، حفرة واسعة.
تم حفره مباشرة أسفل الحافة البطنية لفقرة عنق الرحم الواحدة على الأقل، الحافة الأمامية البطنية النخامية تنتهي بإسقاطات قصيرة ذات طول غير منتظم، عملية ما بعد الحقاني مغطاة بظهور المشاش العظمي التي تحمل غضروفًا متكلسًا".
يستخدم «بولسين وبيل» المصطلح «بليسيوبيدال» للإشارة إلى الدرجة التكيفية المحافظة بيئيًا. تتميز بالحجم الصغير وذيل السباحة المعدل قليلاً، وحالة الأطراف متعددة الأشكال نسبيًا مقارنةً بالمزيد من موساسورويد المشتق. لاحظ «بولسين وبيل» أن الموساسوريدات المسطحة تميل إلى أن تكون سحالية صغيرة نسبيًا تمتلك أطرافًا حيث تظل العناصر البرودية، وتساوي عظم العضد ونصف القطر وزند ممدودة، وتشكل بشكل عام نصف أو أكثر من الطول الكامل للطرف العظمي، مقارنة بالمزيد من موزاصوريات المائية المشتقة التي تكون فيها عناصر البرود قوية وقد تم تقصيرها إلى حد كبير، وتشكل أقل من نصف الطول في كامل الطرف العظمي. في حين أن الموزاصوريات المائية كانت على الأرجح مائية بالكامل، إلا أن الموزاصوريات البليسيوبية كانت لا تزال قادرة على الحركة الأرضية ومن المحتمل أن تعيش أسلوب حياة برمائية.